# Чиндагатай
Чиндагата́й (рос. Чиндагатай) — село у складі Александрово-Заводського району Забайкальського краю, Росія. Адміністративний центр Чиндагатайського сільського поселення.

## Населення
Населення — 409 осіб (2010; 529 у 2002).
Національний склад (станом на 2002 рік):
- росіяни — 98 %